# Castione, Ticino
Castione är en ort i kommunen Arbedo-Castione i kantonen Ticino, Schweiz. 